# Kassema
Kassema – wieś w Estonii, w prowincji Jõgeva, w gminie Tabivere.